# Ferran Sarsanedas i Soler
Ferran Sarsanedas i Soler (Amer, 11 de febrer de 1997) és un futbolista professional català que juga pel AE Prat com a migcampista defensiu.

## Carrera de club
Sarsaneda va ingressar al planter del FC Barcelona el 2007, des del Girona FC. A partir de la temporada 2016–17, fou promocionat al FC Barcelona B a Segona Divisió B, i hi va debutar com a sènior el 27 d'agost de 2016 entrant com a suplent de Fali en una victòria a fora per 3–1 contra l'Hèrcules CF.
Sarsanedas va jugar 32 partits amb l'equip que va assolir la promoció a Segona Divisió als play-offs de 2017. El 29 d'agost de 2017 va debutar com a professional, com a titular, en una derrota a casa per 0–3 contra el CD Tenerife.
La temporada 2019-20 fou capità del Barça B, tot i que al començament de la temporada 2020–21, en què l'equip jugava a Segona B, després de la lesió de llarga durada de Sarsanedas, Collado el va substituir com a capità del Barça B